# Tipula inaequidentata
Tipula inaequidentata är en tvåvingeart som beskrevs av Alexander 1927. Tipula inaequidentata ingår i släktet Tipula och familjen storharkrankar. Inga underarter finns listade i Catalogue of Life.